# 宽叶青杨
宽叶青杨（学名：Populus cathayana var. latifolia）为杨柳科杨属下的一个变种。

## 扩展阅读
- 維基物種上的相關：宽叶青杨